# Jan Černý (ministr)
Jan Černý (* 23. dubna 1959 Praha) je český veterinární lékař a politik, v 90. letech 20. století poslanec České národní rady a Poslanecké sněmovny za ODS, pak za Unii svobody a ministr pro místní rozvoj ve vládě Josefa Tošovského, v letech 2007–2011 poslední předseda Unie svobody. Od roku 2020 je starostou Kostelce nad Černými lesy.

## Biografie
V letech 1978–1984 vystudoval Vysokou školu veterinární v Brně a poté až do roku 1992 pracoval jako obvodní veterinární lékař.
Po sametové revoluci se zapojil do politiky. Byl aktivistou Občanského fóra, od roku 1991 členem ODS. Ve volbách v roce 1992 byl zvolen za ODS do České národní rady (volební obvod Středočeský kraj). Zasedal v zemědělském výboru jako jeho předseda. Od vzniku samostatné České republiky v lednu 1993 byla ČNR transformována na Poslaneckou sněmovnu Parlamentu České republiky. Mandát ve sněmovně obhájil mandát ve volbách v roce 1996. V lednu 1998 přestoupil do Unie svobody. Za Unii svobody byl v období leden – červenec 1998 ministrem pro místní rozvoj ve vládě Josefa Tošovského.
V následném období působil v komunální politice. V letech 1998–2002 coby zastupitel města Kostelec nad Černými lesy. V letech 2006–2008 byl zastupitelem a místostarostou a od roku 2008 1. místostarostou Kostelce nad Černými lesy. Naposledy byl jako místostarosta zvolen v roce 2015, za tyto 4 roky se starostou dokázali zrekonstruovat spoustu staveb, od nových chodníků, přes nové víceúčelové hřiště až po 2 nové budovy místní základní školy V letech 2007–2011 byl posledním předsedou Unie svobody-DEU.
V období let 1998–2002 zastával post generálního ředitele pojišťovny PČSP ve Zlíně. Od roku 2002 obnovil svou veterinární praxi. Má ženu Hanu a dvě dcery, Simonu a Petru.
Ve volbách v roce 2008 neúspěšně kandidoval do senátu za senátní obvod č. 42 – Kolín jako člen US-DEU v rámci hnutí Středočeši, které tvořila US-DEU, KAN a SOS. Získal ale jen 3 % hlasů a nepostoupil do 2. kola.